# Lijst van rijksmonumenten in Scherpenisse
De plaats Scherpenisse telt 13 inschrijvingen in het rijksmonumentenregister. Hieronder een overzicht.
| Object | Oorspronkelijke functie?  | Bouwjaar       | Architect | Locatie            | Coördinaten?                 | Nr.?   | Afbeelding |
| --- | ------------------------- | -------------- | --------- | ------------------ | ---------------------------- | ------ | --- |
| Bakstenen woonhuis met pannen zadeldak | Boerderij                 | 1803           |           | Hartogsweg 4       | 51° 32' 5" NB, 4° 5' 14" OL  | 35392  | Upload foto |
| Raadhuis | Overheidsgebouw           | 1594           |           | Hoge Markt 6       | 51° 32' 54" NB, 4° 6' 16" OL | 35393  | Meer afbeeldingen |
| Diep pand op de hoek van de Hoge Markt met gecementeerde gevels. Topgevel ingezwenkt en het zadeldak aan deze zijde afgewolfd. Vernieuwde schuifvensters. Hangstaaf met een uithangbord | Woonhuis                  |                |           | Hoge Markt 8       | 51° 32' 54" NB, 4° 6' 16" OL | 35394  | Meer afbeeldingen |
| Hoekpand Kerkstraat met gepleisterde gevel aan de zijde van de Hoge Markt | Woonhuis                  |                |           | Hoge Markt 15      | 51° 32' 53" NB, 4° 6' 17" OL | 35395  | Meer afbeeldingen |
| Pand met geverfde tuitgevel | Woonhuis                  |                |           | Hoge Markt 21      | 51° 32' 53" NB, 4° 6' 16" OL | 35396  | Pand met geverfde tuitgevel |
| Hervormde kerk | Kerk en kerkonderdeel     | 15e eeuw       |           | Margrietlaan 2     | 51° 32' 47" NB, 4° 6' 23" OL | 35397  | Meer afbeeldingen |
| Toren Hervormde kerk | Kerk en kerkonderdeel     | 15e eeuw       |           | Margrietlaan bij 2 | 51° 32' 47" NB, 4° 6' 23" OL | 35398  | Meer afbeeldingen |
| De Korenbloem | Industrie- en poldermolen | 1872           |           | Westkerkseweg 41   | 51° 32' 47" NB, 4° 5' 58" OL | 35399  | Meer afbeeldingen |
| Terrein waarin sporen van begraving en bewoning | Archeologisch monument    | Middeleeuwen   |           | Westkerke          | 51° 32' 14" NB, 4° 5' 39" OL | 46035  | Upload foto |
| Woning, een bouwlaag hoog met kap, met een symmetrische rode bakstenen lijstgevel met gele bakstenen strekken boven de gevelopeningen                                                   | Woonhuis                  | 1883 (jaartal) |           | Lenteplein 2       | 51° 32' 49" NB, 4° 6' 14" OL | 496007 | Woning, een bouwlaag hoog met kap, met een symmetrische rode bakstenen lijstgevel met gele bakstenen strekken boven de gevelopeningen |
| Schuur | Boerderij                 | 1935           |           | Lenteplein 4       | 51° 32' 48" NB, 4° 6' 14" OL | 496013 | Upload foto |
| Schuur | Boerderij                 | 1900           |           | Lenteplein bij 2   | 51° 32' 49" NB, 4° 6' 14" OL | 496019 | Upload foto |
| Watertoren | Nutsbedrijf               | 1923           |           | Langeweg 41        | 51° 32' 53" NB, 4° 6' 40" OL | 496127 | Watertoren |